# Kunburudhoo (Alif Dhaal-atol)
Kunburudhoo is een van de bewoonde eilanden van het Alif Dhaal-atol behorende tot de Maldiven.

## Demografie
Kunburudhoo telt (stand maart 2007) 239 vrouwen en 284 mannen.